# Blentarp
För andra betydelser, se Blentarp (olika betydelser).
Blentarp är en tätort i Sjöbo kommun och kyrkby i Blentarps socken i Skåne nära Romeleåsens sluttning.

## Historia
Blentarp skrevs 1491 Blenterop och efterledet motsvarar torp vars ursprungliga betydelse tros vara nybygge. Förledens betydelse är oviss, en tolkning är att den innehåller ett ord med betydelsen rund, tjock, framskjutande som möjligen kan vara besläktad med engelskans blunt och syfta på ett höjdparti vid kyrkan.

### Mordet i Blentarp
År 1902 ägde ett mord rum i Blentarp. Den 1 oktober på kvällen gick möllaren Bengt Larsson (33 år) för att mala, då hans konkurrent Martin Svensson slog honom medvetslös med en skiftnyckel. Svensson hissade därefter upp Larsson i kvarnen och tände på. Trots att Larsson vaknade till och bad för sitt liv visades ingen nåd från Svenssons sida. Mordet klarades inte upp förrän 1927 då Svensson dömdes för mordet på sin hushållerska Emma.
Historien är filmatiserad i Veberödsmannen som ingår i TV-serien Skånska mord från 1986. Mördaren Martin Svensson spelas av Ernst-Hugo Järegård.

## Befolkningsutveckling
| Befolkningsutvecklingen i Blentarp 1970–2020       | Befolkningsutvecklingen i Blentarp 1970–2020 | Befolkningsutvecklingen i Blentarp 1970–2020 | Befolkningsutvecklingen i Blentarp 1970–2020 | Befolkningsutvecklingen i Blentarp 1970–2020 |
| -------------------------------------------------- | -------------------------------------------- | -------------------------------------------- | -------------------------------------------- | -------------------------------------------- |
|                                                    |                                              |                                              |                                              |                                              |
| År                                                 |                                              |                                              | Folkmängd                                    | Areal (ha)                                   |
| 1970                                               | 1970                                         |                                              | 216                                          |                                              |
| 1975                                               | 1975                                         |                                              | 446                                          |                                              |
| 1980                                               | 1980                                         |                                              | 805                                          |                                              |
| 1990                                               | 1990                                         |                                              | 1 000                                        | 95                                           |
| 1995                                               | 1995                                         |                                              | 1 068                                        | 96                                           |
| 2000                                               | 2000                                         |                                              | 1 038                                        | 97                                           |
| 2005                                               | 2005                                         |                                              | 1 144                                        | 114                                          |
| 2010                                               | 2010                                         |                                              | 1 216                                        | 121                                          |
| 2015                                               | 2015                                         |                                              | 1 452                                        | 254                                          |
| 2020                                               | 2020                                         |                                              | 1 523                                        | 253                                          |
| Anm.: Ny tätort 1970, sammanvuxen 2015 med Råsåkra |                                              |                                              |                                              |                                              |

## Samhället
Blentarps kyrka med anor från 1100-talet har ett unikt runt, spetsigt torn från 1200-talet. 
I Blentarp ligger två skolor; Storkskolan med förskoleklasser, årskurs 1 till 6 och förskola samt en friskola i den gamla kyrkskolan med årskurs F till 6. I samhället finns även en mindre livsmedelsaffär som också är ombud för Posten, DHL, Schenker, Bring, ATG, Svenskaspel och Apoteket, ett bageri samt tre restauranger och ett STF-vandrarhem.
Veberöds konsumtionsförening öppnade en filial i Blentarp våren 1946. År 1986 öppnade konsumentföreningen en ny Konsum i Blentarp, men sålde sedermera denna 1993 till nya ägare som döpte om den till Träffpunkten i Blentarp. Efter att ha tillhört Matöppet och Handlar'n anslöts butiken 2006 till Tempokedjan i samband med ett ägarbyte.

## Idrott
Större föreningar i bygden är Blentarps BK, Blentarps SK. I Blentarp arrangeras årligen Henriksdal Spring Tour, en fristående elittävling i banhoppning, under två veckoslut i april och i augusti på Stall Henriksdal.

## Personer från orten
Strax utanför samhället ligger Simontorp säteri där Tetra Paks grundare Ruben Rausing hade sitt sommarställe. I samhället bodde även den riksbekante diskuskastaren Ricky Bruch. Sveriges första disputerade kvinnliga astronom, Frida Palmér, föddes i Blentarp. Riksdagsledmoten Sofia Damm kommer från Blentarp.